# Сойлент

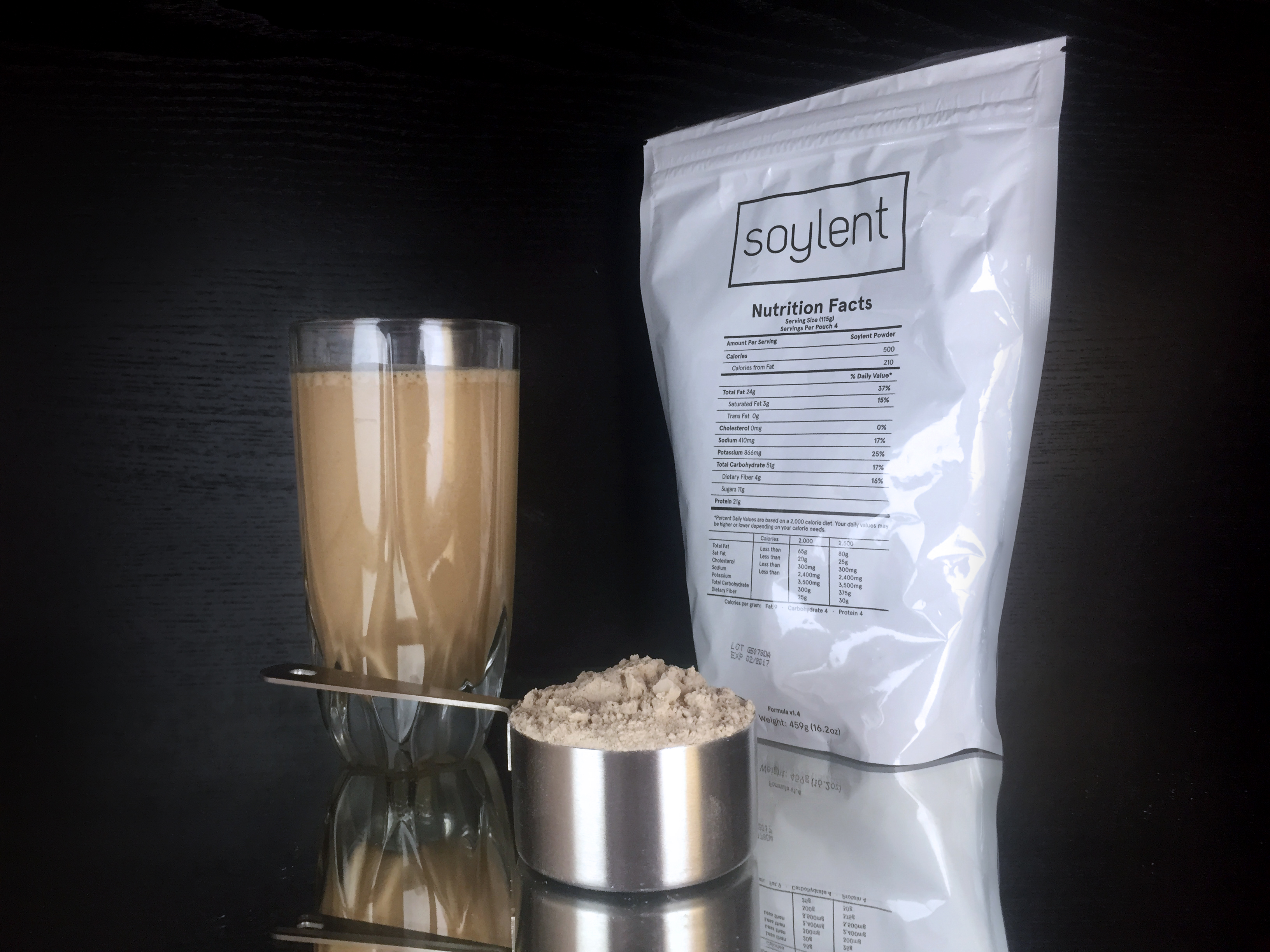
Сойлент

Сойлент (англ. Soylent) — харчова суміш у вигляді порошку для виготовлення напою (шляхом розведення у воді) який складається з усіх корисних речовин що потребує людина для своєї життєдіяльності (вуглеводи, жири, білки, амінокислоти, мікроелементи і вітаміни). На думку розробників, зараз суміш - корисна альтернатива фастфуду, а в майбутньому вона може замінити традиційну їжу.

## Історія
Розроблений в 2013 році американським програмістом та підприємцем Робом Райнхартом (Rob Rhinehart). В 2014 року створена ним однойменна компанія залучила 10 млн. доларів інвестицій на розвиток проекту. Вперше суміш Soylent надійшла у продаж в квітні 2014 року: одну упаковку на тижневе триразове харчування (21 порція) можна було придбати за 85$. Творці ведуть діяльність над зменшенням вартості продукту.. Сьогодні існують аналоги продукту від інших виробників, розробники яких прагнуть замінити сумішшю традиційну їжу в повсякденному житті людей.

## Критика
У 2013 році дієтолог Грег Стівенс у своїй колонці розповів, чому не вірить у перспективи Soylent: на його думку, неможливо скласти суміш, яка однаково підходить кожній людині, а сам Райнхарт, не маючи спеціальної освіти, не здатний вирішити завдання, над яким десятиліттями працюють вчені.
Висловлювалась думка про небажаність приймання сойленту на постійній основі. Цю суміш рекомендується вживати лише інколи як швидке харчування або доповнення до традиційної їжі.